# Kreuz Kehdingen
Das Kreuz Kehdingen ist eine geplante Verknüpfung von Autobahnen und Land- bzw. Kreisstraßen in Kleeblattform. Es wird nahe der Ortschaft Drochtersen im Landkreis Stade die geplanten Bundesautobahnen A20 (mit Elbquerung) und A26 miteinander verbinden und an die L111 und K 27 anschließen und ist Teil der „Küstenautobahn“ in Niedersachsen. Die Baukosten wurden Stand 2018 auf rund 109,5 Millionen Euro geschätzt.

## Geschichte

### Planungen für ein Autobahndreieck Drochtersen im Rahmen der Planungen zur Elbquerung

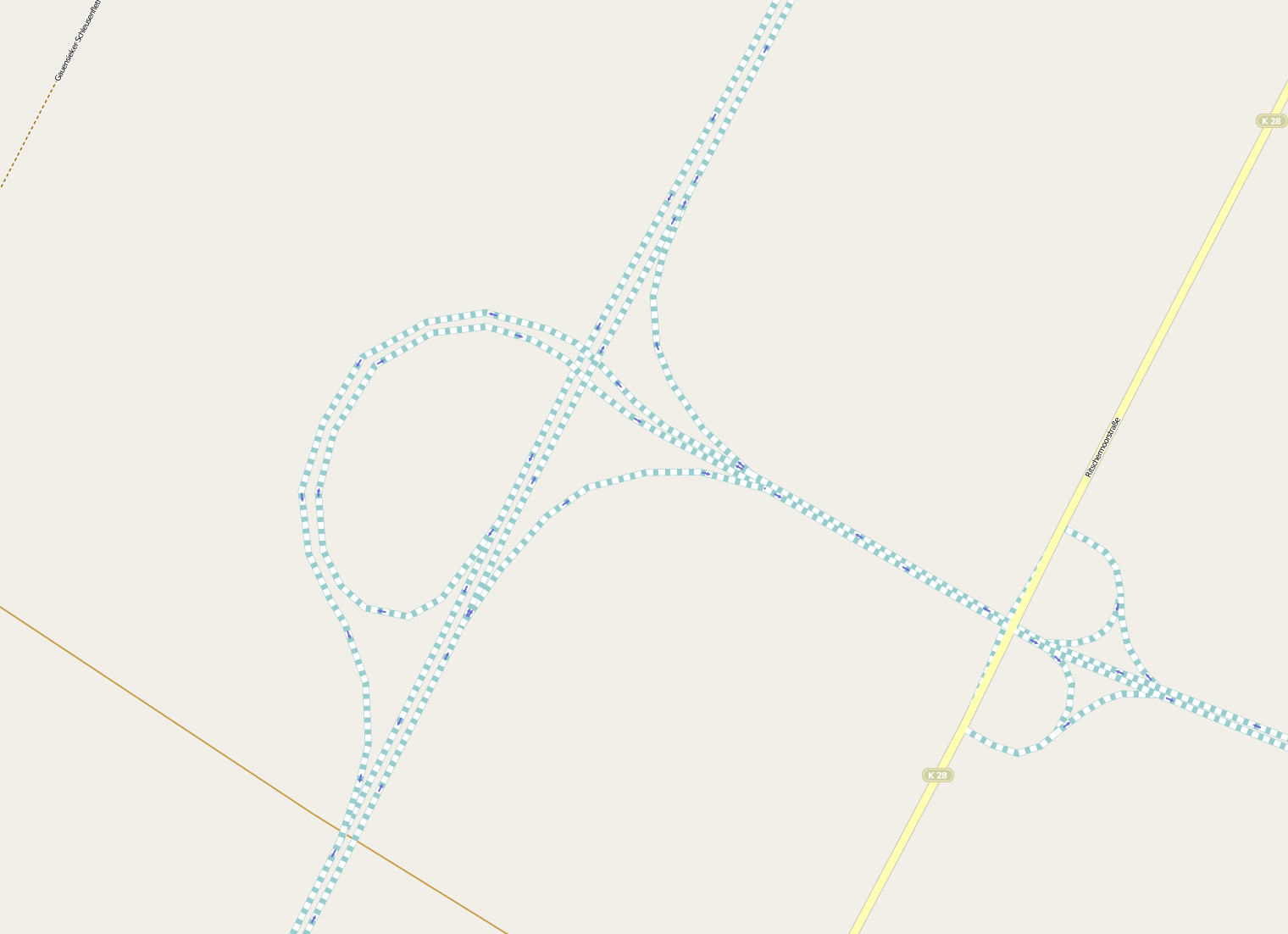
Ehemalige Planung als Autobahndreieck Drochtersen

Ursprünglich wurde im Rahmen der Planungen für die A 20 in Niedersachsen (bis 2010 A 22) und die Elbquerung ein Autobahndreieck bei Drochtersen vorgesehen. Dieses lag an der südlichen Seite der A 20 nahe der K 28 und hatte Anschlüsse an die Ritschermoorstraße (K28) und die Landstraße 111. Ein Anschluss an die A 26 war nicht vorgesehen, da diese nach damaligen Planungen in Stade enden sollte. Das Raumordnungsverfahren für die Elbquerung mit Autobahndreieck wurde im Jahr 2007 eingeleitet.

### Planung als Kreuz in Kleeblattform und Planfeststellungsverfahren
Im Rahmen einer Umplanung wurde anstatt des Autobahndreiecks ein Kreuz in Kleeblattform als Verbindung der A 20 und A 26 vorgesehen. Die A 26 soll nicht wie ursprünglich geplant in Stade enden, sondern am Kreuz Kehdingen mit der A 20 inkl. Elbquerung verbunden werden. In diesem Zuge wurde das Vorhaben Kreuz Kehdingen aus dem Planungsverfahren zur Elbquerung ausgegliedert und in ein eigenständiges Planungsverfahren überführt.
Das Planfeststellungsverfahren (Genehmigungsverfahren) für das Kreuz Kehdingen wurde am 24. August 2017 eingeleitet. Vom 18. September bis zum 17. Oktober 2017 wurden die Unterlagen öffentlich ausgelegt. Am 27. August 2018 fand der Erörterungstermin im Rahmen des Planfeststellungsverfahrens statt. Die Planunterlagen zur 1. Deckblattänderung wurden in der Zeit vom 11. Januar 2023 bis zum 10. Februar 2023 zur allgemeinen Einsicht im Internet veröffentlicht, daraufhin gingen insgesamt sieben Einwendungsschreiben und 23 Stellungnahmen der Träger öffentlicher Belange ein. Die Autobahn GmbH erstellt  Stand Januar 2025 die Erwiderungen. Das Planfeststellungsverfahren ist damit bisher nicht abgeschlossen. Das Kreuz Kehdingen soll voraussichtlich im Jahr 2029 für den Verkehr freigegeben werden.

## Beschreibung
Das Kreuz Kehdingen ist das Verbindungsglied zwischen den geplanten Bundesautobahnen A 20 und A 26. Es ist Teil der sogenannten Küstenautobahn und befindet sich nahe der Gemeinde Drochtersen im Landkreis Stade.
Die A 20 bildet die West-Ost-Achse im Autobahnkreuz. Vom Kreuz Kehdingen führt die A 20 nach Südwesten in Richtung Himmelpforten und Bremerhaven.
Nach Nordosten wird das Kreuz über die geplante Elbquerung bei Bad Segeberg in Schleswig-Holstein an den fertiggestellten Abschnitt der A 20 in Schleswig-Holstein angeschlossen. Zusätzlich ist neben der A 20 ein Zubringer zur Landstraße 111 (L 111) nach Nordosten geplant, dieser soll parallel zur A 20 verlaufen und in Drochtersen auf die L 111 treffen.
Nach Südosten ist die Anbindung an die A 26 Richtung Stade und Hamburg geplant. Nach Nordwesten ist ein weiterer Zubringer vorgesehen, der mit der bestehenden Kreisstraße 27 (K 27) verbunden wird. Mittelfristig soll der Verkehr über eine neue Bundesstraße 73 vom Kreuz Kehdingen bis zur Ortsumgehung von Cadenberge geführt werden.

## Verkehrsaufkommen
Die für den Bau zuständige Niedersächsische Landesbehörde für Straßenbau und Verkehr (NStVB) rechnet im Jahr 2030 mit folgenden Verkehrsaufkommen pro Tag (24 Stunden) an den Anschlüssen des Autobahnkreuzes:
- ca. 41.000 Fahrzeuge pro Tag zur A20 nordöstlich des Autobahnkreuzes
- ca. 46.000 Fahrzeuge pro Tag zur A 20 südwestlich des Autobahnkreuzes
- ca. 33.000 Fahrzeuge pro Tag zur A 26 südöstlich des Autobahnkreuzes
- ca. 21.000 Fahrzeuge pro Tag an der nordwestlichen Ausfahrt in Richtung K27

## Diskussionen und Kontroversen

### Bodenbeschaffenheit
Die Bodenbeschaffenheit unter dem geplanten Kreuz ist zentraler Faktor in der Planung. Der Bereich Kehdingen liegt in den Elbmarschen, deren Boden sich aus Torf- und Klei-Schichten zusammensetzt. Bürgerinnen und Bürger sowie Umweltverbände äußerten Bedenken über die Stabilität des Bodens unter dem Kreuz Kehdingen. Die niedersächsischen Grünen forderten aufgrund dieser Bedenken wiederholt, die Planungen zur Küstenautobahn inklusive des Kreuzes Kehdingens einzustellen.
Die Niedersächsische Landesbehörde für Straßenbau und Verkehr (NLStBV) verwies im Zuge des Erörterungstermins am 27. August 2018 darauf, dass beim Bau der Küstenautobahn durch Anwendung des sogenannten „Überschüttverfahrens“ ein Absacken des Bodens vermieden werde. An einem Abschnitt der bereits fertiggestellten A 20 bei Tribsees in Mecklenburg-Vorpommern war es 2017 zu einem solchen Absacken gekommen. Dort sei die A 20 in den 1990er Jahren auf Betonpfeilern als Moorbrücke errichtet worden, ohne dass der Boden entlang der Trasse zuvor ausgetrocknet worden sei. Beim Überschüttverfahren entwässere man die Marschböden zunächst, so dass ein fester Untergrund entstehe. Dabei würden mehrere Schichten aus Sand auf die Marschböden geschüttet. Zusätzlich würden Drainagerohre in den Boden eingesetzt, um die Dauer der Entwässerung auf wenige Jahre (anstatt Jahrzehnte) zu verkürzen. Die NLStBV betont, dass erst, wenn keine Bodensetzungen mehr zu erwarten seien, der Autobahndamm fertiggestellt und mit dem Bau begonnen werde.

### Effekte für den nachgelagerten Verkehr

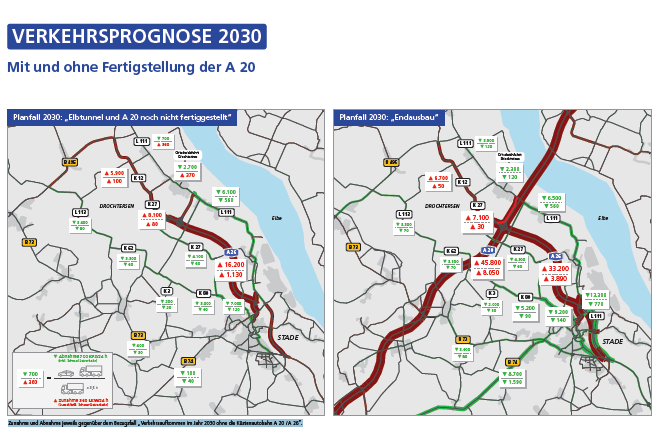
Verkehrsuntersuchung der NLStBV (Zunahme und Abnahme jeweils gegenüber dem Bezugsfall „Verkehrsaufkommen im Jahr 2030 ohne die Küstenautobahn A 20/A 26“)

Eine Untersuchung der NLStBV kommt zu dem Ergebnis, dass für das nachgelagerte Straßennetz in jedem Fall Entlastungen eintreten, wenn der nördlichste Abschnitt der A 26 (Bauabschnitt 5a von Drochtersen nach Stade) sowie das Kreuz Kehdingen fertiggestellt sind (lt. Untersuchung im Jahr 2030). Im Vergleich zu einem Szenario ohne Elbquerung und den Bauabschnitt 5b der A 26 würden bereits zu diesem Zeitpunkt die L 111 um 6100 Fahrzeuge pro Tag und die K 27/K 80 um etwa 7000 Fahrzeuge pro Tag entlastet. Nach Fertigstellung aller Abschnitte der A 20, A 26 und der Elbquerung rechnet die NLStBV mit bis zu 6500 Fahrzeugen pro Tag weniger auf der L 111 sowie bis zu 9.200 Fahrzeugen pro Tag weniger auf der K 27/K 80.
Laut NLStBV ging es in den meisten der im Rahmen des Planfeststellungsverfahrens eingegangenen Einwendungen, d. h. Stellungnahmen von Bürgern und Verbänden, um „Zweifel an der Eignung der K 12/K 27 als Zubringer sowie [um] die Forderung nach der Freigabe des Kreuz Kehdingens erst mit dem siebten Bauabschnitt der A 20.“ Anwohner der K 12 und K 17 hatten sich im Juli 2017 zu einer „Bürgergemeinschaft Anti-Zubringer“ zusammengeschlossen. Laut einem Bericht der Kreiszeitung „Wochenblatt“ befürchteten die Mitglieder der Initiative eine starke Verkehrsbelastung sowie Wertverluste ihrer Häuser und Grundstücke.
Im Juni 2019 wurde auf Initiative der für die Planung des Kehrdinger Kreuzes zuständigen Projektgruppe Küstenautobahn bei der NLStBV ein Dialogkreis gegründet, in dem Vertreter des Landkreises Stade, der Hansestadt Stade, der Gemeinde Drochtersen, der Samtgemeinde Nordkehdingen, des Landes und der zuständigen Stellen bei der NLStBV zusammenkommen. Ziel des Dialogkreises ist laut einem Artikel der Kreiszeitung „Wochenblatt“, die „Belastungen für die Anwohner und den durchgehenden Verkehr nach der Fertigstellung des geplanten Kreuz Kehdingens möglichst gering zu halten“. Die Anwohner der K 27 würden laut Bericht der Kreiszeitung Wochenblatt von Maßnahmen zur Steigerung der Verkehrssicherheit (bspw. Neuanlage von Bushaltestellen) sowie Rad- und Fußwegen profitieren. Zuständig für den verkehrsgerechten Ausbau der K 27 ist der Landkreis Stade. Hierzu erhält dieser finanzielle Unterstützung durch den Bund.